# Wham!
Wham! (ponekad pisano i samo Wham) bio je britanski glazbeni pop duo aktivan između 1981. i 1986. Sastav su osnovali 1981. George Michael i Andrew Ridgeley.

## Popularnost
George Michael i Andrew Ridgeley svirali su prije u sastavu zvanom "The Executive". Prvi hit bila im je pjesma Young Guns (Go for it), objavljena 1982. Popularnost u Engleskoj stječu učešćem u poznatom glazbenom TV programu "Top of the Pops". Singl se ubrzo penje na vrh ljestvica u Ujedinjenom Kraljevstvu, a najbolji plasman bilo je treće mjesto.  

## Uspjesi
Prvi album sastava Wham! Fantastic objavljen 1983. dobro se prodavao. Singlovi "Young Guns (Go For It)", "Wham Rap! (Enjoy What You Do)", "Bad Boys" i "Club Tropicana" uspeli su se na vrh top ljestvica. Uz svaku pjesmu lansiran je i spot tako da je došlo do oblikovanja posebnog imidža koji je pratio sastav. U videu "Club Tropicana", zadnjoj uspješnici s albuma Fantastic, objavljenom u ljeto 1983., moglo se vidjeti sunce, kupanje i kupaći kostimi.
Uspjeh se nastavlja i s albumom "Make It Big" objavljenom 1984. godine na čijim spotovima su se mogle vidjeti prepalnule osobe sa širokim osmjesima. Album se vrlo brzo uspeo na prvo mjesto glazbenih ljestvica u Ujedinjemom Kraljevstvu i u SAD-u. Neke od uspješnica bile su "Make it Big", "Wake me up Before You Go-Go", "Freedom", "Everything She Wants" i "Careless Whisper". "Careless Whisper" je bila najveća uspješnica sastava. Sastav Wham! je sredinom 1980-ih bio jedan od najpoznatijih svjetskih pop sastava.
U prosincu 1984., sastav objavljuje božićnu pjesmu "Last Christmas" koja doživljava ogromnu popularnost a i danas se smatra nezaobilaznom na radio postajama tijekom božićnih blagdana.
U proljeće 1986. George Michael i Andrew Ridgeley su objavili da prekidaju sa zajedničkim radom. Oproštajni koncert na rasprodanom Wembley Stadiumu održan je 28. lipnja 1986. i označio je kraj Wham-ove karijere.

## Diskografija

### Studijski albumi
- 1983. - Fantastic!
- 1984. - Make It Big
- 1986. - Music From The Edge of Heaven

### Kompilacijski albumi
- 1986. - The Final
- 1997. - The Best of Wham!: If You Were There

### Singlovi
- 1982. - "Wham Rap! (Enjoy What You Do)"
- 1982. - "Young Guns (Go For It!)"
- 1983. - "Wham Rap! (Enjoy What You Do)" (obrada)
- 1983. - "Bad Boys"
- 1983. - "Club Tropicana"
- 1983. - "Club Fantastic Megamix"
- 1984. - "Wake Me Up Before You Go-Go"
- 1984. - "Careless Whisper"
- 1984. - "Freedom"
- 1984. - "Everything She Wants"
- 1984. - "Last Christmas"
- 1985. - "I'm Your Man"
- 1986. - "The Edge of Heaven"
- 1986. - "Where Did Your Heart Go?"